# Intervención militar por la CEDEAO en Gambia
La invasión de Gambia por la CEDEAO, con el nombre código de Operación Restauración de la Democracia, fue una intervención militar que se desarrolló en el occidente de África. Los países de la CEDEAO bajo el amparo de la ONU acordaron ingresar por la fuerza en el territorio de Gambia para derrocar a Yahya Jammeh, quien se rehusaba abandonar el poder y cederlo a Adama Barrow, quien resultara ganador de las elecciones presidenciales pocos meses antes.
El 20 de enero de 2017 se anunció que tras una intensa jornada de negociación con mediadores regionales, Jammeh aceptaba ceder el poder y abandonar el país. El 21 de enero a las 21.20 GMT Jammeh partió de Banjul hacia su exilio en Guinea Ecuatorial vía Guinea.
El 22 de enero soldados de Senegal, Nigeria, Ghana y Mali entraron en Gambia para asegurar el país hasta que el presidente Barrow asuma el poder. Soldados de Senegal cruzaron la frontera penetrando en Farafegny, en territorio gambiano. Según periodistas de la Agencia France Press fueron recibidos con aplausos. En un comunicado el comandante de la misión general François Ndiaye indicó que las fuerzas habían entrado en territorio de Gambia "tras la mediación y la salida de Banjul del expresidente Jammeh" "con el objetivo de controlar los puntos estratégicos, dar seguridad a la población y facilitar que el presidente electo asuma sus funciones". A última hora de la tarde del 22 estas tropas llegaron a la capital, Banjul. La misión permanecería hasta que el presidente Barrow asumiera el poder y se establecieran las condiciones efectivas de ejercerlo. El 26 de enero Barrow regresó a Gambia para asumir la presidencia.

## Antecedentes
En las elecciones presidenciales de 2016 que se desarrollaron en Gambia, se enfrentaron Yahya Jammeh, actual presidente de Gambia, que trataba de lograr otro mandato desde el golpe de Estado de 1994 que dirigió contra el entonces presidente Dawda Jawara; y Adama Barrow, líder de la oposición gambiana, saliendo victorioso este último. Jammeh no reconoció el resultado y decidió permanecer en el poder por un tiempo indeterminado. Barrow, por temor a represalias, salió al extranjero, hallando refugio en Senegal. Senegal es miembro de la CEDEAO, organización que está en contra de Yahya Jammeh.

## Invasión
La CEDEAO, bajo el mandato de la ONU, decidió intervenir militarmente en la crisis constitucional de Gambia, comenzando el 19 de enero de 2017. Se le puso de nombre de Operación Restauración de la Democracia porque la misión principal es logar que Adama Barrow asuma el poder. El Consejo de Seguridad de las Naciones Unidas expresó unánimemente su apoyo a los esfuerzos de la CEDEAO para garantizar la entrega de poder pacíficamente o a la fuerza de Jammeh a Barrow, pero pidió el uso de "medios políticos en primer lugar" sin apoyar la acción militar. Gambia fue puesta bajo bloqueo naval.

### Enfrentamientos en la frontera Senegal-Gambia
En las primeras horas de la invasión, los enfrentamientos tuvieron lugar cerca del pueblo fronterizo de Kanilai, la ciudad natal de Yahya Jammeh, entre fuerzas del ejército de Senegal y del ejército de Gambia en favor de Jammeh y fuerzas del MFDC, dando como resultado la victoria de las fuerzas de Senegal.

### Acuerdo de alto al fuego
Tras los enfrentamientos, las fuerzas de la coalición comandadas por el ejército de Senegal detuvieron su ofensiva con el fin de mediar en la crisis una última vez, con la intención de proceder a la invasión si hasta el mediodía del 20 de enero Yahya Jammeh se negaba a abandonar el poder.

### Desplazamientos civiles

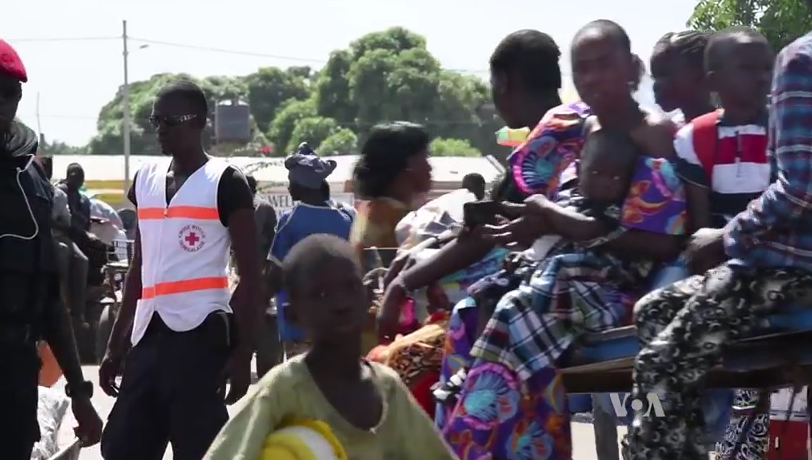
Civiles rumbo a la frontera sur de Gambia con Senegal.

De acuerdo con las Naciones Unidas, alrededor de 45 000 personas han sido desplazadas y han huido a Senegal. Más de 800 personas han huido a Guinea Bissau.

## Fuerzas beligerantes participantes

### Fuerzas de la Coalición
La fuerza de la coalición se compone de tropas de los ejércitos de Senegal, Ghana y Nigeria. Nigeria proporcionó aviones y medios navales para la invasión marítima y el bloqueo aéreo, mientras que Ghana envió batallones para incrementar la fuerza de invasión; el comandante senegalés Abdou Ndiaye es quien dirige al ejército de invasión. La armada de Gambia declaró que reconoce y apoyará a Adama Barrow.

### Fuerzas del Régimen
El ejército de Gambia declaró que sus fuerzas no se involucrarían en una disputa política.  Algunos paramilitares y mercenarios se declararon leales a Yahya Jammeh. El grupo rebelde separatista senegalés Movimiento de Fuerzas Democráticas de Casamanza se unió a las fuerzas de Jammeh y prácticamente es el único ejército capaz de enfrentarse a las fuerzas de la coalición.

## Jammeh aceptó dejar el poder y se exilió
Yahya Jammeh realizó este anuncio el 21 de enero a través de la Radio Televisión Gambiana, tras 24 horas de intensa negociación. Horas más tarde salió hacia el exilio en dirección a Guinea Ecuatorial vía Guinea en un jet privado acompañado del Presidente guineano Alpha Condé cerrando seis semanas de crisis política.
El presidente saliente de Gambia, Yahya Jammeh, tras la mediación de Guinea y Mauritania, con la amenaza de una operación militar de los países de la región en ciernes cedió finalmente. Guinea, Marruecos y Nigeria fueron algunos de los países que le ofrecieron asilo. Jammeh ha cumplido con su exilio y la cesión del poder con el ultimátum de la Comunidad Económica de los Estados de África Occidental que desplegó una fuerza militar regional en el país para forzarle a ceder la presidencia a Adama Barrow.

### Partida y exilio
Yahya Jammeh partió al exilio. Pasadas las nueve de la noche del 21 de enero de 2017, el avión oficial de Alpha Condé,  despegaba del aeropuerto de Banjul rumbo a Conakri llevándose consigo al exjefe de estado de Gambia. El acuerdo político que provocó su salida del poder no se ha hecho público pero fuentes próximas a la delegación de la CEDEAO señalaron que Jammeh había pedido —sin éxito— inmunidad judicial, que no se tocara su patrimonio y que el recurso interpuesto ante la Corte Constitucional en contra de los comicios siguiera su curso. Otro punto de controversia fue adónde se exiliaría Jammeh. La decisión fue Guinea Ecuatorial, según fuentes diplomáticas. La calma y la ilusión reinan en Gambia, un día después de la salida hacia el exilio del Yahya Jammeh, y ahora los gambianos anhelan la llegada desde Dakar de Adama Barrow, el presidente elegido democráticamente en las urnas el pasado mes de diciembre.

### Denuncia
Se exiliaron junto Yahya Jammeh una delegación, que incluía familiares y excolaboradores, a bordo de otro avión fletado por el presidente de Mauritania, Mohamed Uld Abdelaziz, quien también actuó como mediador en la crisis postelectoral gambiana. Presuntamente el político saliente robó 11,4 millones de dólares en las últimas dos semanas de su gobierno para llevárselos al exilio junto a varios coches de lujo. Un avión de carga proveniente de Chad sacó del país distintos objetos de lujo, "incluidos vehículos, cuyo número se desconoce".

## Reacción internacional

### Países
- China: El Ministerio de Relaciones Exteriores de China pidió "cabeza fría" y calma para resolver el conflicto.[29]

- Estados Unidos: El secretario de estado de ese país, John Kerry, anunció que el Gobierno de Estados Unidos está a favor de la intervención.[30]

- Reino Unido: Boris Johnson, Ministro de Relaciones Exteriores del Reino Unido  solicitó la renuncia del Yahya Jammeh y elogió la propuesta solución de la crisis gambiana por los países africanos.[31]

- Sudáfrica: El Gobierno Sudafricano  reconoce a Adama Barrow como presidente legítimo de Gambia y elogió los esfuerzos de la comunidad internacional por una solución negociada y pacífica a la crisis en Gambia.[32][33][34]

### Organizaciones Internacionales
- Organización de las Naciones Unidas: El Consejo de Seguridad de la ONU votó por unanimidad el 19 de enero para aprobar la Resolución 2337 del Consejo de Seguridad de las Naciones Unidas para apoyar la transición pacífica del poder en Gambia.[35]